# NGC 1325

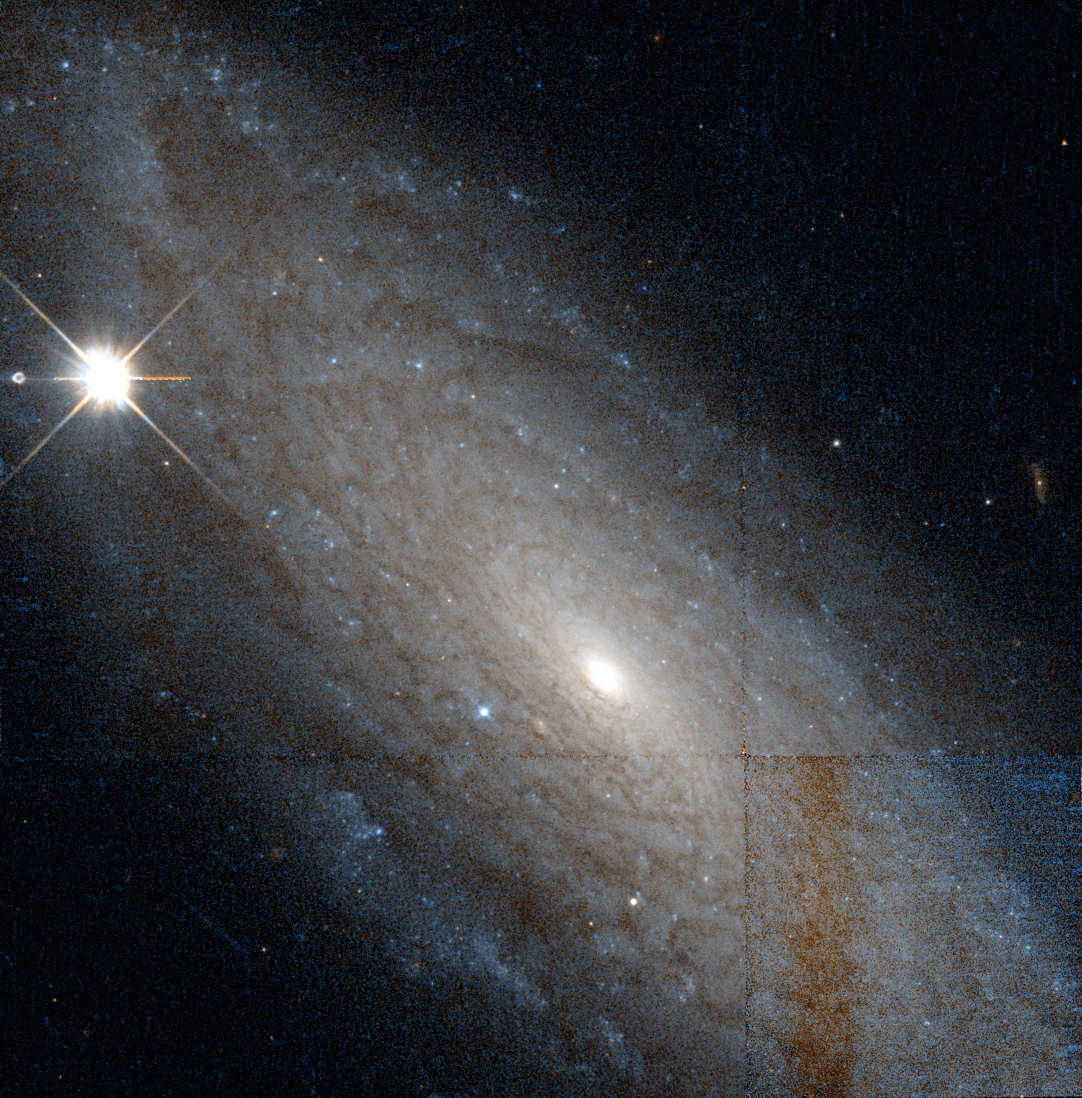
NGC 1325 par le télescope spatial Hubble.

NGC 1325 est une galaxie spirale située dans la constellation de l'Éridan. Elle a été découverte par l'astronome germano-britannique William Herschel en 1798.

## Caractéristiques
Sa vitesse par rapport au fond diffus cosmologique est de 1 453 ± 10 km/s, ce qui correspond à une distance de Hubble de 21,4 ± 1,5 Mpc (∼69,8 millions d'al).
À ce jour, 27 mesures non basées sur le décalage vers le rouge (redshift) donnent une distance de 20,570 ± 4,617 Mpc (∼67,1 millions d'al), ce qui est à l'intérieur des valeurs de la distance de Hubble.
La classe de luminosité de NGC 1325 est II-III et elle présente une large raie HI.

## Supernova
La supernova SN 1975S a été découverte dans NGC 1325 le 30 décembre 1975 par J. Dunlap et Y. Dunlap de l'observatoire Corralitos (en) de l'université Northwestern. Le type de cette supernova n'a pas été déterminé.

## Groupe de NGC 1395 et amas de l'Éridant
NGC 1325 fait partie du groupe de NGC 1395. Ce groupe fait partie de l'amas de l'Éridan et il comprend au moins 31 galaxies, dont NGC 1315, NGC 1331, NGC 1332, NGC 1347, NGC 1353, NGC 1371, NGC 1377, NGC 1385, NGC 1395, NGC 1401, NGC 1414, NGC 1415, NGC 1422, NGC 1426, NGC 1438, NGC 1439, IC 1952, NGC 1953 et IC 1962.